# Charles Demeillez
Charles Demeillez (né le 10 octobre 1902 à Saint-Pierre-de-Varengeville (Seine-Inférieure) et mort le 7 mars 1986 à Bois-Guillaume (Seine-Maritime)) est un joueur et entraîneur de football français.

## Biographie
Footballeur de l'US Quevilly, il dispute lors de la saison 1926-1927 la finale de Coupe de France, perdue contre l'Olympique de Marseille sur un score de trois buts à zéro.
En 1938, Charles Demeillez est l'entraîneur de l'US Valenciennes-Anzin. En 1946, il est engagé par le CO Roubaix-Tourcoing, avec lequel il remporte le championnat de France de football 1946-1947, mais ne reste pourtant pas au club. 
Retourné à Valenciennes (d'abord comme joueur ?), il en est de nouveau l'entraîneur de 1951 à 1953 (ou 1952), alors que le club évolue en deuxième division.